# Misión de San Luis Gonzaga de Chiriyaquí
La misión de San Luis Gonzaga de Chiriyaquí fue establecida en 1721 por el misionero jesuita Padre Clemente Guillén de Castro a aproximadamente a 50 km a sureste de Cd. Constitución, en el sitio que los indígenas llamaban Chiriyaquí, topónimo guaycura de significado desconocido. El padre Clemente inicialmente la estableció como una capilla de visita misional (una pequeña capilla sin sacerdote asignado), establecida en las cercanías de la Sierra de la Giganta, a unos 28 km al oeste de la Misión de Nuestra Señora de los Dolores de Chillá.  

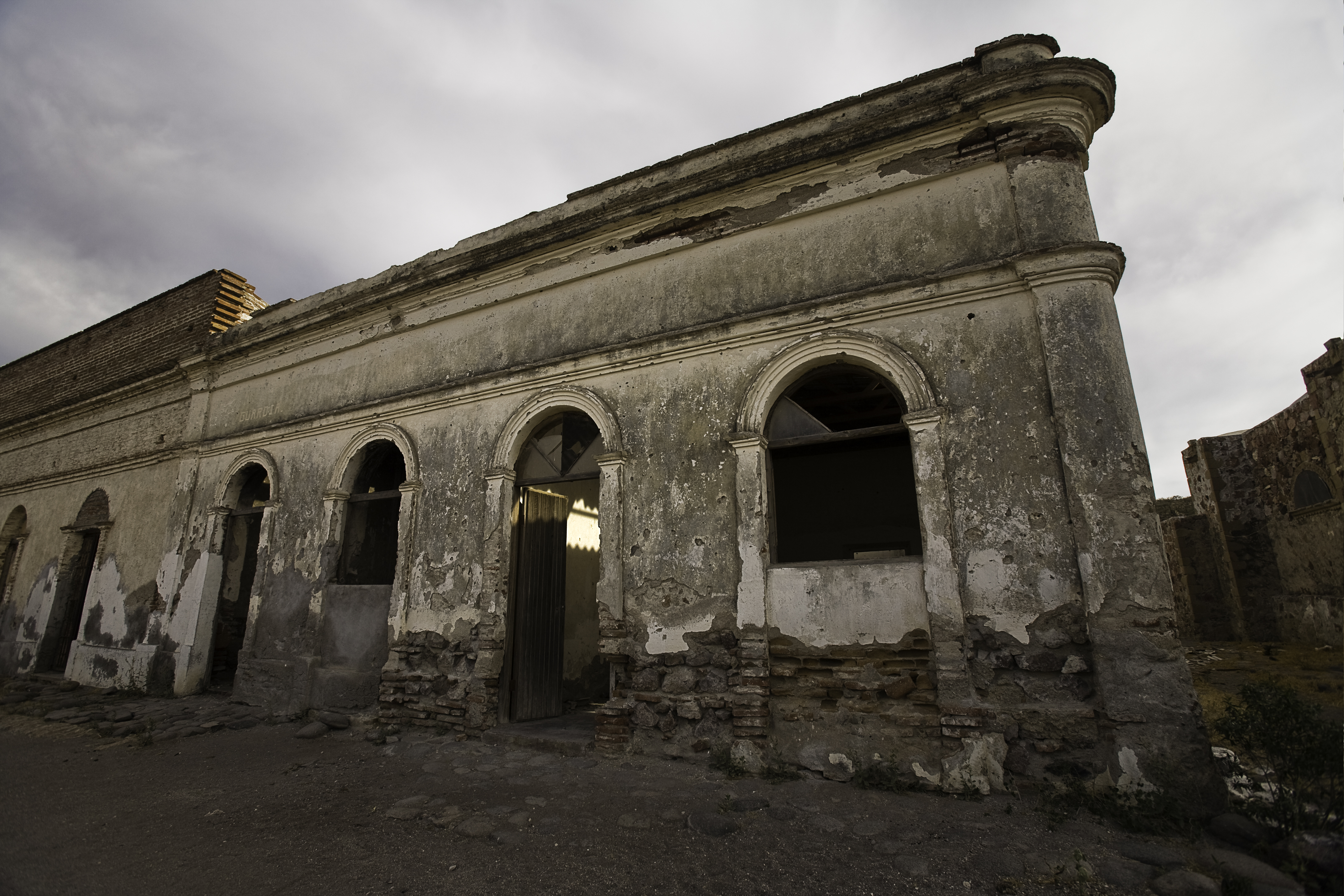
Ruinas de San Luis Gonzaga Chiriyaqui.

## Historia
El misionero jesuita Padre Lamberto Hostell la estableció como misión en 1740 y en 1752, el misionero Juan Jacobo Baegert llegó y organizó la construcción de la iglesia en material sólido y duradero en honor a San Luis Gonzaga quien es conocido como el patrono de la juventud. 
En la época de máximo esplendor de la Misión el Padre Baegert atendía una población de 500 nativos.
Dentro de la iglesia se puede contemplar una imagen de la Virgen de los Dolores que posiblemente provino de la Misión de Nuestra Señora de los Dolores de Chillá al ser abandonada en 1768. 
La misión dejó de ser utilizada y no está abierta en forma regular al culto religioso, sin embargo permanece en buenas condiciones, y se celebran misas en ocasiones especiales. Aún se conserva su campana datada en el siglo XVIII.  Se siguen haciendo restauraciones. 
En la actualidad únicamente ocho familias habitan el área. José de Gálvez, Visitador General ordenó el abandono de la Misión en 1768 y el traslado de los 310 neófitos a la Misión de Todos Santos, algunas familias de origen europeo siguieron viviendo en el lugar.
Para acceder a la Misión es necesario hacer un recorrido de más de 50 km por camino de terracería.
En años recientes fue descubierta la imagen de San Luis Gonzaga en La Paz, que se hallaba pérdida desde 1914. Fue regresada a la Misión en solemne procesión. 